# Episcopul Myriel
Episcopul Charles-François-Bienvenu Myriel, menționat ca episcopul Myriel sau Monseniorul Bienvenu, este un personaj fictiv din romanul Mizerabilii (1862) al lui Victor Hugo. Myriel este episcopul de Digne, avându-și dieceza în sud-estul Franței.
Episcopul de Digne din perioada în care Myriel apare în roman era Bienvenu de Miollis (1753-1843). El i-a servit lui Hugo ca model pentru Myriel. Atât în roman, cât și în adaptările cinematografice și muzicale, episcopul este o figură eroică, care personifică compasiunea și mila.
Atunci când Hugo a stabilit să lucreze la acest roman în 1848, după o lungă întrerupere, fiul său Charles, ce avea convingeri anticlericale, a obiectat față de prezentarea lui Myriel ca „un prototip de perfecțiune și inteligență”, sugerându-i să folosească în schimb pe cineva de „o profesie modernă, liberală, precum un doctor”. Scriitorul i-a răspuns:
| “ | Nu pot pune viitorul în trecut. Acțiunea romanului meu are loc în 1815. În rest, acest preot catolic, această figură pură și măreață a preoției adevărate, oferă cea mai sălbatică satiră cu privire la preoția de astăzi. | ” |

## Episcopul Myriel în roman
Romanul începe cu o prezentare a vieții și practicilor lui Myriel. El s-a născut într-o familie nobilă: „tinerețea lui fusese închinată în întregime vieții mondene și aventurilor galante”. Soția lui a murit în timp ce trăiau în exil în Italia ca urmare a izbucnirii Revoluției Franceze. Naratorul relatează următoarea lui transformare cu o întrebare retorică:
| “ | În amețeala desfătărilor și a legăturilor care-i umpleau viața, să fi primit el oare pe neașteptate una din acele lovituri misterioase și grozave, care câteodată doboară, izbindu-l drept în inimă, chiar și pe omul pe care catastrofele publice nu-l pot clătina nici când îl lovesc în existența și avutul său? Nimeni n-ar fi putut s-o spună; se știa numai că se întorsese din Italia preoțit. | ” |

În timp ce era un preot puțin cunoscut, el a avut o întâlnire întâmplătoare cu Napoleon și l-a lăudat, iar ca urmare a fost numit episcop. A continuat să acționeze continuă să acționeze ca un preot de țară obișnuit, plin de compasiune, devenind cunoscut, în general, sub numele de „Monseniorul Bienvenu” („binevenit”). El s-a mutat în spitalul micului oraș, așa că palatul episcopal a putut fi folosit ca spital, și a păstrat doar o zecime din salariul său pentru el însuși, cheltuind restul venitului său pe acte caritabile. Odată a însoțit un om condamnat la moarte pe eșafod, după ce preotul din sat a refuzat să facă acest lucru. Hugo dedică un capitol unui episod care l-a schimbat profund pe Myriel, în care episcopul vizitează un vechi revoluționar aflat pe patul de moarte. Ei discută despre politică și despre moralitatea revoluției, iar Myriel ajunge să fie impresionat de „radicalismul spiritual” al acestuia și-i cere să-l binecuvânteze atunci când moare.
Naratorul rezumă astfel filozofia lui Myriel:
| “ | Sunt oameni care lucrează la descoperirea aurului; el lucra la descoperirea milei. Mina lui era mizeria universală. Durerea de pretutindeni era pentru el prilej de veșnică bunătate. „Iubiți-vă unii pe alții!” Socotea că asta-i totul; nu dorea nimic mai mult; aceasta era toată doctrina lui. | ” |

Într-o noapte Jean Valjean apare la ușa lui, cerându-i să-i ofere un loc de dormit și ceva de mâncare. Bienvenu îl primește cu bunătate, îi oferă de mâncare și un pat în care să doarmă. Valjean fură o mare parte din argintăria episcopului și fuge în noapte. Capturat de poliție, Valjean este adus în fața lui Bienvenu. Când polițiștii îl informează pe Bienvenu că au găsit argintărie în sacul lui Valjean, episcopul afirmă că el i-a dăruit tacâmurile de argint. El îl mustră pe Valjean că nu a luat cu el și sfeșnicele de argint. După ce polițiștii pleacă, Bienvenu îi spune lui Valjean să folosească argintăria primită pentru a deveni un om cinstit.
Myriel este menționat ulterior de mai multe ori în roman. În 1821, Valjean, în timp ce îndeplinea funcția de primar sub numele de domnul Madeleine, află dintr-un ziar local că Myriel a murit la vârsta de 82 de ani. La puțin timp după acest eveniment, în timp ce Valjean se gândește să permită condamnarea lui Champmathieu în locul lui, un „glas îngrozitor” îi spune: „Distruge sfeșnicele! Ucide-ți amintirile! Uită-l pe episcop! Uită totul! Nenorocește-l pe Champmathieu! ... Foarte bine le-ai ticluit! Ticălosule!” Vocea îl avertizează atunci că o singură persoană, probabil acuzatul Champmathieu, îl va blestema dacă va asculta acest sfat. Vocea nu este identificată, dar pasajul implică faptul că ea este a recent decedatului Myriel, încheindu-se cu Valjean întrebând cine este acolo:
| “ | Era totuși cineva; dar cel care era de față nu făcea parte dintre cei ce pot fi văzuți de vreun ochi omenesc. Puse sfeșnicele la loc pe cămin. | ” |

Chiar înainte de moartea lui Valjean, când portăreasa îl întreabă dacă vrea un preot, el răspunde: „Am unul”, și arată cu degetul în sus. Naratorul adaugă: „e foarte cu putință ca episcopul să fi fost în adevăr de față la această agonie”. Sfeșnicele de argint, darul lui Myriel pentru Valjean, sunt menționate de mai multe ori în apropierea sfârșitului romanului, iar Valjean moare cu fața luminată de lumânările din cele două sfeșnice.

## Rol și semnificație
Scriind în Contemporary Review în 1885, Margaret Oliphant a salutat portretul lui Myriel realizat de Hugo ca o schimbare proaspătă de la reprezentarea vieții religioase în Cocoșatul de la Notre Dame, o „surpriză dulce și mângâitoare”. Numindu-l pe Myriel „personajul cheie al minunatei povești”, ea a considerat toate aventurile lui Valjean și Javert „de un nivel artistic mult mai scăzut decât începutul”. Ea a continuat:
| “ | Toată lupta ulterioară este mai puțin importantă decât marele eveniment de la început, care este mântuirea lui Jean Valjean, nu de lege sau de prejudecățile societății, ci de puterea răului. Javert este un accident, deși unul frapant; problema reală este mult mai importantă; este acțiunea episcopului Myriel, nu a codului penal. Este răscumpărarea unui suflet; este mai întâi lupta păcatului dominator cu răsăritul slab al unei vieți mai bune.... | ” |

Kathryn M. Grossman descrie activitatea lui Myriel de transformare a vieților celor săraci ca o „investiție” morală. „Comportamentul său frățesc corespunde, astfel, unui marketing în suflete.” Ea continuă:
| “ | Prin furtul său, Jean Valjean arată că este încă dominat de ură și de furie; prin generozitatea sa, Myriel operează o achiziție spirituală (achète) prin care înlocuiește această mentalitate satanică cu „bunăvoința, blândețea și pacea” - cu alte cuvinte, „Dumnezeu”. În timp ce numai Cristos poate răscumpăra (rachète) prin sacrificarea vieții sale, episcopul său poate efectua un schimb la fel de eficient. Renunțând la argintăria sa, Myriel investește în Valjean. Tot ceea ce-i cere deținătorului este să se dovedească demn de promisiunea pe care nu o putea face în închisoare, dar pe care o va face după eliberarea sa. Sublima ficțiune deschide calea, ca în cazul lui Simplice, unui adevăr mai înalt. | ” |

Scriitoarea catolică Theresa Malcolm spune că, după ce Valjean pleacă, „monseniorul Myriel nu mai apare niciodată în poveste, dar el este sufletul romanului, cel care a semănat iubire acolo unde era ură, care a adus lumină acolo unde era întuneric”.

## Adaptări
De la publicarea inițială a romanului Mizerabilii în 1862, personajul episcopului Myriel a apărut într-un număr mare de adaptări ale romanului: în cărți, filme, musicaluri, piese de teatru și jocuri.
Bret Harte a parodiat Mizerabilii în volumul Condensed Novels. În această versiune, Myriel mărturisește că și-a furat propriile sfeșnice. Când poliția nu ia nicio măsură împotriva lui, „el a confecționat un lanț și o fermecătoare ghiulea, le-a fixat de piciorul lui și le-a purtat tot restul vieții sale”.

### Episcopul Myriel în muzical
În adaptarea muzicală omonimă, care este inspirat vag din roman, rolul este numit „episcopul de Digne”, iar personajul nu este identificat într-un alt mod. Întregul trecut al lui Myriel este omis, iar el nu mai este menționat după întâlnirea cu Valjean. El cântă de două ori. În cântecul „În libertate”, el îi urează bun-venit flămândului și obositului Valjean în casa lui și-i oferă hrană, vin și-un pat. În „Valjean arestat, Valjean iertat”, el îi explică lui Valjean că actul său de milă a fost pentru o cauză nobilă, îl instruiește pe Valjean să folosească argintăria „pentru a deveni un om cinstit” și spune că a răscumpărat sufletul lui Valjean pentru Dumnezeu.
Deși rolul său este extrem de condensat comparativ cu cel din roman, episcopul își păstrează același caracter eroic și are o importanță majoră în poveste, determinându-l pe Valjean să imite valorile puternice (bunătatea și mila) ale episcopului. La sfârșitul filmului din 2012 (și a recentei adaptări muzicale), el este condus de Fantine și de episcop în viața de după moarte. De asemenea, rolul lui Myriel a fost interpretat în filmul din 2012 de Colm Wilkinson, care a jucat pe scena teatrală rolul lui Jean Valjean în 1985.

## Citate
În romanul lui Hugo, Myriel îi spune lui Valjean:
| “ | Nu uita, nu uita niciodată că mi-ai făgăduit să întrebuințezi banii ăștia ca să te faci om cinstit.... Jean Valjean, fratele meu, tu nu mai ești în stăpânirea răului, ci a binelui. Îți cumpăr acum sufletul; ți-l smulg din gheara gândurilor negre și a duhului pierzării și-l dăruiesc Domnului. | ” |

În muzical, Myriel îi cântă astfel:
| “ | But remember this, my brother See in this some higher plan You must use this precious silver To become an honest man By the witness of the martyrs By the Passion and the Blood God has raised you out of darkness I have bought your soul for God! | ” |